# Middleton Reef
Middleton Reef är en atoll i Australien. Den ligger i den östra delen av landet, 1 100 km nordost om huvudstaden Canberra.